# Oceanario de Lisboa
El Oceanario de Lisboa es un museo de biología marina situado en el Parque de las Naciones de Lisboa, Portugal, construido en el ámbito de la Expo 98. 
Este pabellón, obra del arquitecto estadounidense Peter Chermayeff, recuerda a un portaaviones y está instalado en la dársena conocida como «Doca dos Olivais», a la orilla del río Tajo. Es el segundo mayor oceanario de Europa y contiene una impresionante colección de especies de aves, mamíferos, peces y otros habitantes marinos. 
Se compone de cuatro zonas separadas que representan los hábitats de los océanos Atlántico, Pacífico, Índico y Antártico, y sus fauna y flora. 
La principal atracción, para la mayor parte de los visitantes, es el gran tanque central, donde coexisten varias especies de peces como tiburones, barracudas, rayas, atunes y pequeños peces tropicales. Aunque pretende ser una representación del océano abierto, ha sido criticado por varios científicos por el hecho de juntar especies poco relacionadas en el mismo espacio.

## Lista de especies del Oceanario

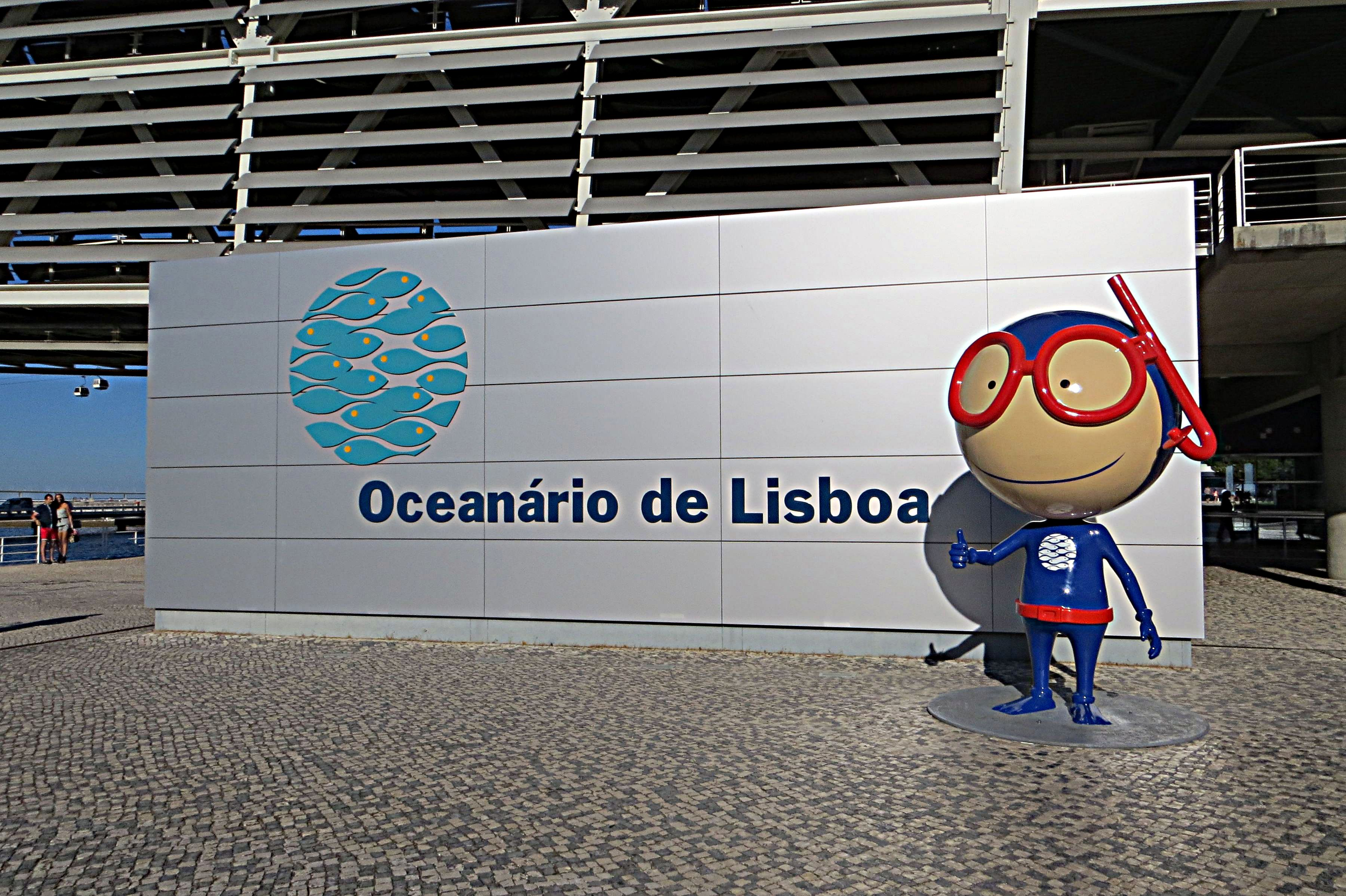
Entrada al Oceanario de Lisboa

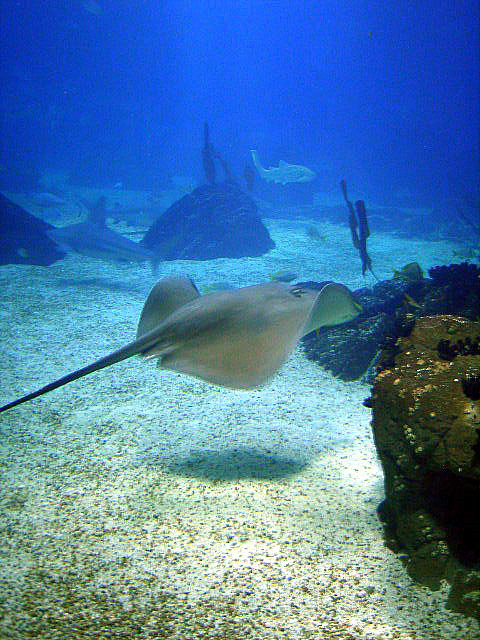
Raya (Batoidea) en el gran tanque central

### Tanque central
- Thunnus thynnus
- Sphyraena barracuda
- Pagellus acarne
- Labroides dimidiatus
- Trachurus trachurus
- Chromis cyanea
- Abudefduf saxatilis
- Lutjanus griseus
- Scomber scombrus
- Seriola spp.
- Familia Acanthuridae
- Rachycentron canadum
- Selene vomer
- Argyrosomus regius
- Dascyllus trimaculatus
- Subfamilia Epinephelinae
- Rhinoptera bonasus
- Manta birostris
- Lutjanus synagris
- Mobula mobular
- Gymnothorax favagineus
- Gymnothorax funebris
- Paranthias furcifer
- Holacanthus passer
- Chaetodon spp.
- Mola mola
- Platax pinnatus
- Trachinotus ovatus
- Myliobatis aquila
- Pteromylaeus bovinus
- Remora remora
- Familia Haemulidae
- Sparus aurata
- Sarpa salpa
- Sarda sarda
- Carcharhinus plumbeus
- Carcharhinus acronotus
- Triaenodon obesus
- Carcharhinus limbatus
- Carcharhinus melanopterus
- Carcharias taurus
- Stegostoma fasciatum
- Caranx spp.